# 宮本拓海
宮本 拓海（みやもと たくみ、1967年-）は、フリーの動物ジャーナリスト、イラストレーター、元都市動物研究会理事。

## 略歴
- 1967年 - 福岡県福岡市生。
- (株)アスキーに勤務し、MSXの開発やCD-ROM書籍の編集、ディレクターとして従事する。
- 1999年 - (株)アスキー退社。以後、フリーで活動し、執筆、イラスト、写真など広範囲に渡って活動している。
- 2009年 - 都市動物研究会を退会。
- 2011年 -　会社員[1]

## (株)アスキー勤務時代に手掛けたCD-ROM書籍
- 海野和男 著、日高敏隆 監修 編『マルチメディア昆虫図鑑』アスキー、1995年。ISBN 978-4756105035。
- 田口哲 著、中坊徹次 監修 編『マルチメディア魚類図鑑』アスキー、1996年。ISBN 978-4756115041。
- 千石正一『マルチメディア爬虫類両生類図鑑』アスキー、1998年。ISBN 978-4756118578。

## 著書
- 共著『外来水生生物事典』柏書房、2005年。ISBN 978-4760127467。
- イラスト担当『シンカのかたち - 進化で読み解くふしぎな生物』技術評論社、2007年。ISBN 978-4774130620。
- 共著『タヌキたちのびっくり東京生活 - 都市と野生動物の新しい共存』（初版）技術評論社、2008年7月25日 第1刷発行。ISBN 978-4774135250。